# 二溴甲硅烷
二溴甲硅烷是一种卤代硅烷，化学式 SiH2Br2

## 制备
二溴甲硅烷可以由甲硅烷和溴化氢反应而成。
{\displaystyle \mathrm {2\ SiH_{4}+3\ HBr\ {\xrightarrow {AlBr_{3},~100-200~^{o}C}}\ SiH_{3}Br+SiH_{2}Br_{2}+3\ H_{2}} }

## 性质
二溴甲硅烷是一种无色液体，在空气自燃，遇光易分解，对水汽敏感。它在水和酒精里分解。